# Laskowicki Tartak
Laskowicki Tartak [pronunciación en polaco: /laskɔˈvit͡ski ˈtartak/] es un asentamiento ubicado en el distrito administrativo de Gmina Prabuty, dentro del condado de Kwidzyn, Voivodato de Pomerania, en el norte de Polonia. Se encuentra a unos 8 kilómetros al noroeste de Prabuty, a 14 kilómetros al noreste de Kwidzyn, y a 71 kilómetros al sureste de la capital regional Gdańsk.